# Pfarrkirche Fusch an der Großglocknerstraße

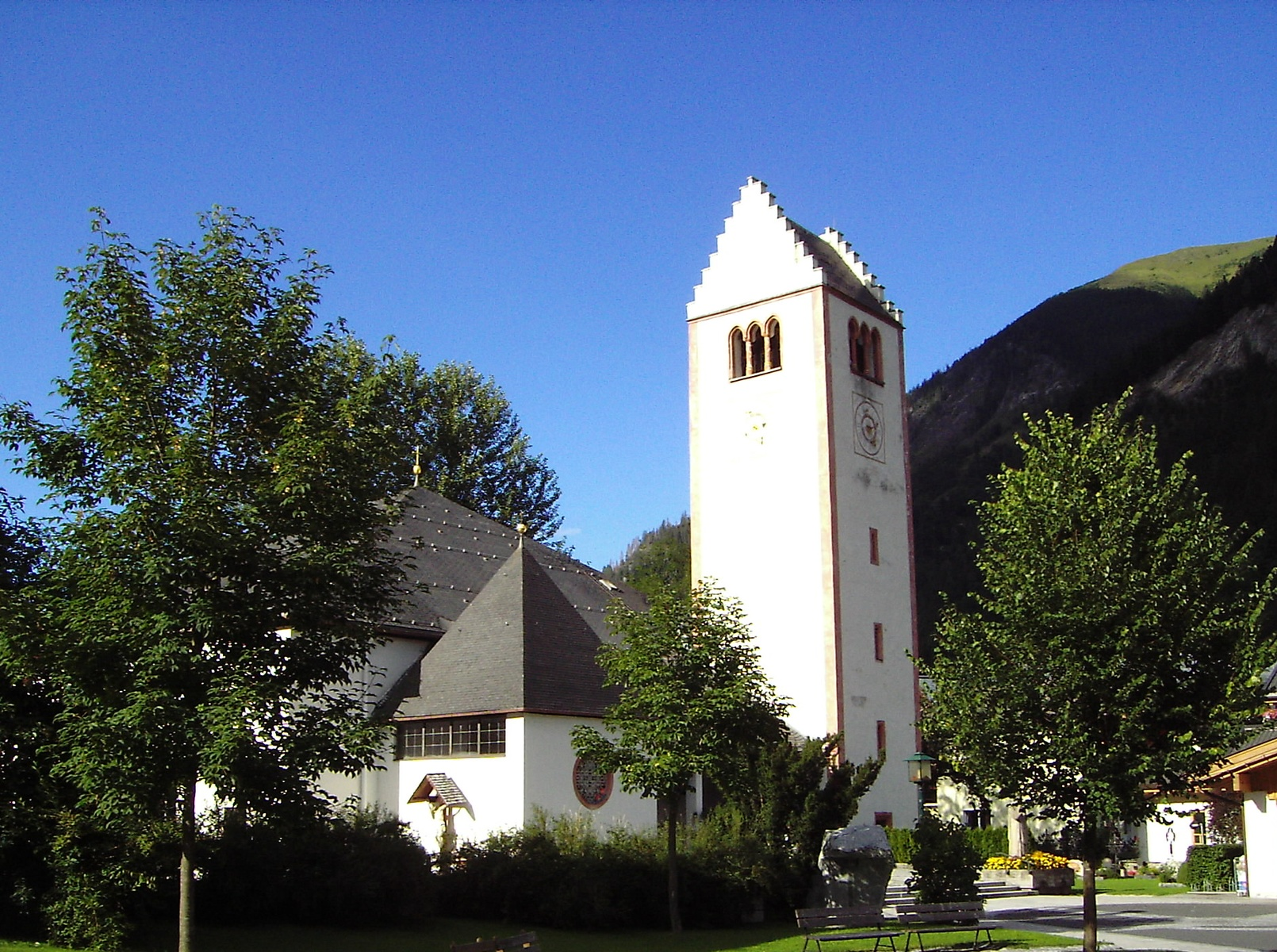
Katholische Pfarrkirche Hll. Ägydius und Martin in Fusch an der Großglocknerstraße

Die römisch-katholische Pfarrkirche Fusch an der Großglocknerstraße steht in der Ortsmitte der Gemeinde Fusch an der Großglocknerstraße im Bezirk Zell am See im Land Salzburg. Die dem Patrozinium der Heiligen Ägidius und Martin unterstellte Pfarrkirche gehört zum Dekanat Taxenbach in der Erzdiözese Salzburg. Die Kirche steht unter Denkmalschutz (Listeneintrag).

## Geschichte
Urkundlich wurde 1344 eine Kirche genannt. Die Pfarre wurde 1862 gegründet.
Unter der Erhaltung des gotischen Chores und des gotischen Turmes wurde 1971/1972 die Kirche nach den Plänen des Architekten Fidelius Schmid erbaut.

## Architektur
Das Kirchenäußere zeigt ein rechteckiges Langhaus unter einem Zeltdach, die Nordfront ist durch eine vorspringende Nische gegliedert, südlich links befindet sich ein Eingangsraum mit Rundfenster unter einem eigenen Zeltdach und südlich rechts der ungegliederte gotische Turm mit Triforenfenstern mit einem Satteldach mit Treppengiebeln. Zwischen Eingangsraum und Turm befindet sich ein offenes Vordach. Der ehemalige, im Kern gotische Chor mit einem polygonalen Schluss befindet sich östlich beim Turm.
Südlich der Kirche befindet sich der Friedhof. An der Westwand des Eingangsraumes hängt ein barockisiertes Kruzifix.
Das Kircheninnere zeigt einen schlichten rechteckigen Zentralraum. Im Osten befindet sich die Sakristei mit einem darüberliegenden Balkon, dahinter schließt der sieben Stufen tiefer liegende, auf dem ursprünglichen Niveau belassene ehemalige Chor an. Der nun als Marienkapelle genutzte Raum hat ein flachbogiges Gewölbe und seitlich Rundbogenfenster.

## Einrichtung
Im Langhaus befindet sich ein Volksaltar, dahinter ein Kruzifix aus dem 17. Jahrhundert, und seitlich auf Konsolen die Figuren der Heiligen Sebastian und Florian geschaffen von Josef Maier 1780, welche ehemals auf den Opfergangsportalen des ehemaligen Hochaltares standen.
Im ehemaligen Chor, nun die Marienkapelle, steht der Altar aus 1780, er zeigt das Altarbild eine Kopie des Gnadenbildes in der Augustinerkirche in Konstanz und das Wappen des Erzbischofes Markus Sittikus, bezeichnet mit G. Sterer 1619, aus der Wolfgangskapelle in Bad Fusch, das Aufsatzbild Sieben Zufluchten aus 1780, er trägt die Statuen der Heiligen Ägydius und Martin von Josef Mayer 1780. Es gibt weiters die Konsolfiguren zwei kniende Engel vom ehemaligen linken Seitenaltar aus 1722 sowie die Figur hl. Sebastian von Franz Offer aus dem 18. Jahrhundert. Eine sitzende Madonna mit Kind schuf Josef Bachlechner um 1910.
Ein Vortragekreuz um 1430 befindet sich in Verwahrung.
Die Orgel baute Mauracher 1907. Eine Glocke nennt Caspar Immendorfer 1775.

## Kriegergedächtnis-Kapelle
Die Kapelle wurde 1978 erbaut. Sie beinhaltet ein Relief hl. Sebastian und klagende Frauen vom Bildhauer Toni Schneider-Manzell 1947.